# Agrostis umbellulata
Agrostis umbellulata é uma espécie de gramínea do gênero Agrostis, pertencente à família Poaceae.